# Sudeste de Roraima (tiểu vùng)
Sudeste de Roraima là một tiểu vùng thuộc bang Roraima, Brasil. Tiều vùng này có diện tích 51470 km², dân số năm 2007 là 33610 người.